# Oregoni szerződés
Az oregoni szerződés egy szerződés volt az Egyesült Királyság és az Amerikai Egyesült Államok között, amelyet 1846. június 15-én írtak alá Washingtonban.A szerződés véget vetett az oregoni határvitának, mivel rendezte az egymással versengő amerikai és brit igényeket Oregon Countryra; a területet az 1818-as szerződés óta Nagy-Britannia és az Amerikai Egyesült Államok közösen birtokolta.

## Háttér
Az 1818-as szerződés az Egyesült Államok és Brit Észak-Amerika közötti határt az északi szélesség 49. szélességi fok mentén határozta meg Minnesotától a „Stony-hegységig” (ma Sziklás-hegység). Az e hegyektől nyugatra fekvő területet az amerikaiak Oregon Country néven, a britek pedig a Hudson's Bay Company Columbia Department vagy Columbia District néven ismerték. (A régióhoz tartozott egy másik szőrmekerület, Új-Kaledónia déli része is). A szerződés tíz évre közös ellenőrzést írt elő e terület felett. Mindkét ország igényt tarthatott a területre, és mindkettőjüknek garantálták a szabad hajózást az egész területen.
A közös ellenőrzés egyre kevésbé tűrhetővé vált mindkét fél számára. Miután egy brit miniszter elutasította James K. Polk és John Tyler amerikai elnökök ajánlatát, hogy a határt az északi 49. szélességi körnél állapítsák meg, az amerikai expanziósok az egész terület annektálását követelték az északi 54°40′-es szélességi körig, az észak-amerikai orosz gyarmatok déli határáig, amelyet az Orosz Birodalom és az Amerikai Egyesült Államok (1824), illetve Nagy-Britannia (1825) közötti párhuzamos szerződések állapítottak meg. Miután azonban az 1846 áprilisában kitört mexikói-amerikai háború elterelte az Egyesült Államok figyelmét és katonai erőforrásait, a Washingtonban folyó tárgyalásokon kompromisszum született, majd a kérdést a Polk-kormányzat (saját pártja keményvonalasainak meglepetésére) rendezte, hogy elkerüljék a két háborút és egy újabb háborút Nagy-Britannia félelmetes katonai erejével.

## Szenátusi szavazás 1846 júniusában
1846 júniusának elején a britek felajánlották, hogy tárgyalásokat folytatnak az Egyesült Államok és Brit Észak-Amerika közötti határokról a Sziklás-hegységtől nyugatra fekvő térségben. Egyes amerikai szenátorok, mint Charles Gordon Atherton és Benning Wentworth Jenness harciasak voltak, és a brit tárgyalási javaslatok elutasítása mellett foglaltak állást. Mások azonban, például mindkét alabamai szenátor (Arthur P. Bagby és Dixon Hall Lewis), valamint mindkét massachusettsi szenátor (Daniel Webster és John Davis) a brit javaslatok elfogadása mellett foglalt állást. A szenátus megállapodott abban, hogy szavazni fog arról, hogy javasolja-e Polk elnöknek a brit tárgyalási ajánlatok elfogadását. A britek szorosan figyeltek, és remélték, hogy ez a szavazás átmegy a szenátuson. Június 12-én a szenátus 38-12 arányban megszavazta, hogy Polk elnöknek azt ajánlja, hogy fogadja el a britek tárgyalási javaslatait a határról. Az igen szavazatok között 18 demokrata és 20 whig volt, míg 11 demokrata és egy whig ellene szavazott. Három demokrata és három whig tartózkodott.

## Tárgyalások
A szerződésről James Buchanan amerikai külügyminiszter és Richard Pakenham, az Egyesült Államok brit követe tárgyalt. A külügyminiszter Aberdeen grófja volt a felelős érte a parlamentben. 1846. június 15-én írták alá a szerződést, amely véget vetett a közös megszállásnak, és a 49. szélességi körtől délre élő oregoniak amerikai állampolgárok lettek, az attól északra élők pedig britek.
Az oregoni szerződés a 49. szélességi fokon állapította meg a határt az Egyesült Államok és a brit Észak-Amerika között, a Vancouver-sziget kivételével, amely teljes egészében a briteknél maradt. A Vancouver-szigetet az összes part menti szigettel együtt 1849-ben a Vancouver-sziget gyarmataként hozták létre. A terület amerikai részét 1848. augusztus 15-én Oregon Territory néven szervezték meg, amelyből 1853-ban Washington Territory alakult. A brit rész 1858-ig szervezhetetlen maradt, amikor a Fraser Canyon aranyláz és az újra megerősödött amerikai terjeszkedési szándékoktól való félelem következtében megalakult a Brit Kolumbia Gyarmat. A két brit gyarmatot 1866-ban egyesítették Brit Columbia Gyarmatként. Amikor 1871-ben a Brit Kolumbia Gyarmat csatlakozott Kanadához, az oregoni szerződés által megállapított 49. szélességi kör és tengeri határok lettek Kanada és az Egyesült Államok határai.
Annak érdekében, hogy Nagy-Britannia megtarthassa a teljes Vancouver-szigetet és a déli Öböl-szigeteket, megállapodtak abban, hogy a határ délre húzódik e terület körül. Több csatornasziget, köztük a San Juan-szigetek tulajdonjoga továbbra is vitatott maradt. A San Juans-szigetek tulajdonjoga miatt 1859-ben kitört a Disznóháború néven ismert vértelen összecsapás, amely csak 1872-ben oldódott meg. Végül I. Vilmos német császárral az élén egy háromtagú döntőbizottság kezdte meg a választottbíráskodást. 1872. október 21-én a bizottság az Egyesült Államok javára döntött, és a San Juan-szigeteket az Egyesült Államoknak ítélte.

## A szerződés fogalommeghatározások
A szerződés kimondja, hogy a Juan de Fuca-szorosban a határ „a kontinenst a Vancouver-szigetektől elválasztó csatorna közepét” követi. Nem határozta meg azonban, hogy a több lehetséges csatorna közül melyikre gondolt, ami 1859-től kezdődően tulajdonjogi vitákhoz vezetett a San Juan-szigetekkel kapcsolatban.
A többi rendelkezés a következőket tartalmazta:
- A hajózás „az északi szélesség negyvenkilencedik szélességi körtől délre eső csatornákon és szorosokon szabad és nyitott marad mindkét fél számára”.
- A „Puget's Sound Agricultural Company” (a Hudson's Bay Company leányvállalata) fenntartja a Columbia folyótól északra fekvő birtokainak jogát, és kártalanítást kap az átadott birtokokért, ha az Egyesült Államok ezt kéri.
- A Hudson's Bay Company és az új határtól délre fekvő összes brit alattvaló tulajdonjogát tiszteletben tartják.[8]

## A szerződésből eredő kérdések

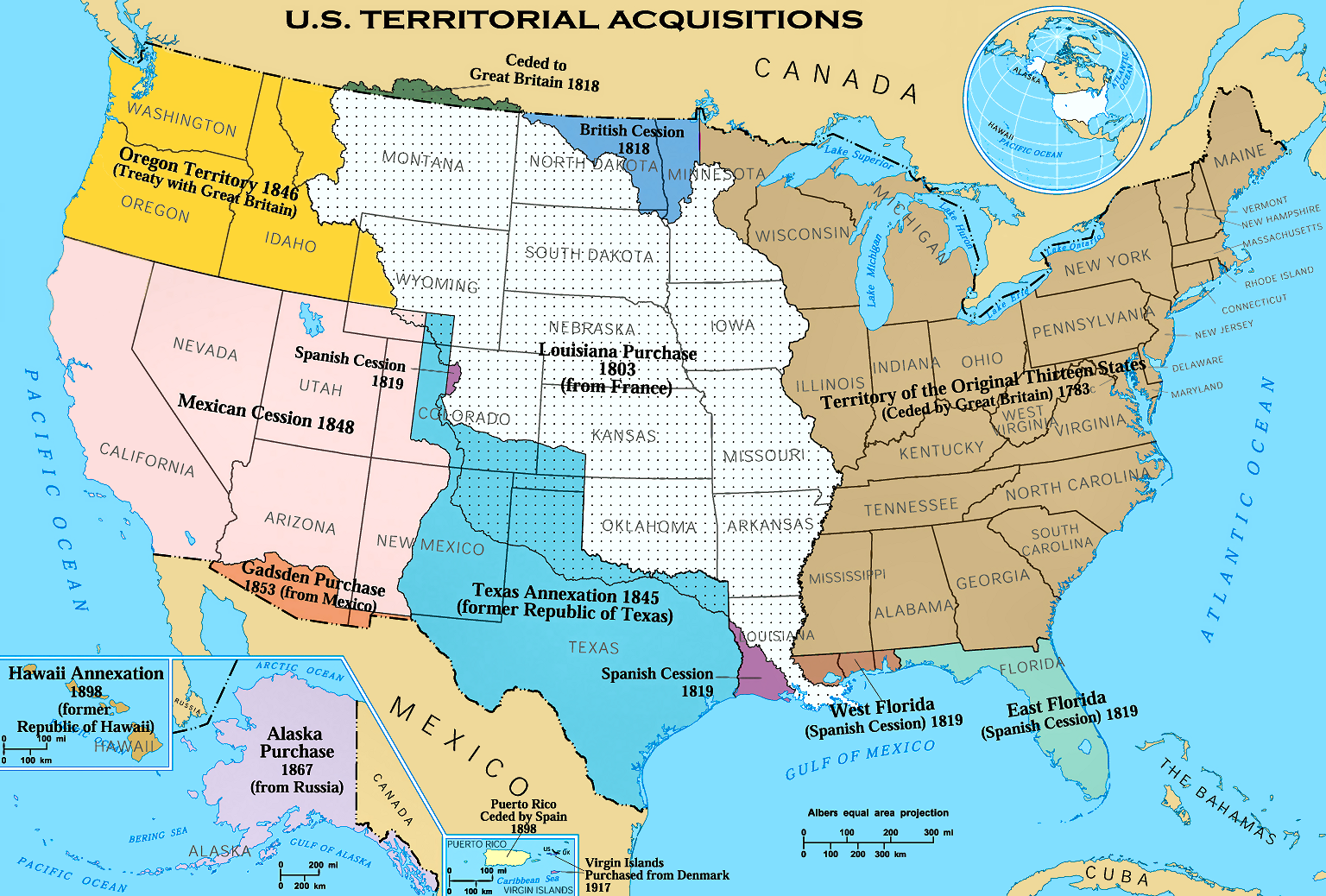
Az Egyesült Államok területi terjeszkedése; az Oregon Terület sárga színnel

Az oregoni szerződésben a határ útvonalára vonatkozó kétértelmű megfogalmazások - amely a „legmélyebb csatornát” követte volna a Juan de Fuca-szorosig és azon túl a nyílt óceánig - a Disznóháborúhoz, egy másik határvitához vezettek 1859-ben a San Juan-szigetek miatt. A vita békésen rendeződött egy évtizednyi konfrontáció és katonai harsánykodás után, amelynek során a helyi brit hatóságok következetesen lobbiztak Londonért, hogy teljesen foglalják vissza a Puget Sound régiót, mivel az amerikaiak máshol voltak elfoglalva a polgárháborúval. 1872-ig nem oldódott meg a San Juans-i vita, amikor az 1871-es washingtoni szerződés értelmében egy döntőbíró (I. Vilmos német császár) az amerikaiak által preferált, a szigetektől nyugatra fekvő Haro-szoroson át húzódó tengeri határt választotta a britek által preferált, a szigetektől keletre fekvő Rosario-szoros helyett.
A szerződésnek az is volt a nem szándékolt következménye, hogy a későbbi Point Roberts, (Washington állam) a határ „rossz” oldalára került. A Kanadától délre, a Boundary-öbölbe benyúló félszigetet a megállapodás a 49. szélességi körtől délre fekvő területként az Egyesült Államok különálló részévé tette.
Thomas C. McClintock amerikai történész szerint a brit közvélemény üdvözölte a szerződést:

„Frederick Merk kijelentése, miszerint „az egész brit sajtó” „megkönnyebbült sóhajjal” és „általános elégedettséggel” fogadta a Lord Aberdeen által javasolt szerződés szenátusi ratifikálásának hírét, közel áll a valósághoz. A whig, tory és független újságok egyöntetűen elégedettségüket fejezték ki a szerződéssel kapcsolatban. Bár néhány újságnak legalább enyhe fenntartásai voltak, teljesen hiányzott az a határozott elítélés, amely a korábbi Webster-Ashburton szerződést (amely meghatározta az Egyesült Államok és Kanada közötti északkeleti határt) fogadta. Lord Aberdeen eltökélt szándéka volt, hogy megakadályozza az oregoni szerződéssel kapcsolatos ilyen reakciókat, és ez nyilvánvalóan rendkívül sikeresen sikerült is neki.”

## Fordítás
Ez a szócikk részben vagy egészben  az   Oregon Treaty című angol Wikipédia-szócikk ezen változatának fordításán alapul.  Az eredeti cikk szerkesztőit annak laptörténete sorolja fel. Ez a jelzés csupán a megfogalmazás eredetét és a szerzői jogokat jelzi, nem szolgál a cikkben szereplő információk forrásmegjelöléseként.